# Ungarische Eishockeyliga 1947/48
Die Saison 1947/48 war die elfte Spielzeit der ungarischen Eishockeyliga, der höchsten ungarischen Eishockeyspielklasse. Meister wurde zum insgesamt zweiten Mal in der Vereinsgeschichte MTK Budapest.

## Modus
In der Hauptrunde absolvierte jede der sechs Mannschaften insgesamt zehn Spiele. Der Erstplatzierte der Hauptrunde wurde Meister. Für einen Sieg erhielt jede Mannschaft zwei Punkte, bei einem Unentschieden gab es einen Punkt und bei einer Niederlage null Punkte.

## Hauptrunde

### Tabelle
|    | Klub             | Sp | S  | U | N | Tore   | Punkte |
| -- | ---------------- | -- | -- | - | - | ------ | ------ |
| 1. | MTK Budapest     | 10 | 10 | 0 | 0 | 127:8  | 20     |
| 2. | Ferencvárosi TC  | 10 | 7  | 0 | 3 | 102:46 | 14     |
| 3. | Csepel Budapest  | 10 | 6  | 0 | 4 |        | 12     |
| 4. | BKE Budapest     | 10 | 4  | 0 | 6 |        | 8      |
| 5. | Budapesti Postás | 10 | 2  | 0 | 8 |        | 4      |
| 6. | Szegedi Postás   | 10 | 1  | 0 | 9 |        | 2      |

Sp = Spiele, S = Siege, U = unentschieden, N = Niederlagen, OTS = Overtime-Siege, OTN = Overtime-Niederlage, SOS = Penalty-Siege, SON = Penalty-Niederlage